# الجمش (الدوادمي)
الجمش، هي مركز من فئة (أ) تقع في محافظة الدوادمي، والتابعة لمنطقة الرياض في السعودية. وتبعد الجمش عن محافظة الدوادمي بمسافة تقارب (75) كم.